# Succubus
Succubus (с англ. — «Суккуб») — компьютерная игра в жанре action-adventure разработанная и выпущенная польской компанией Madmind Studio для Windows 5 октября 2021 года. Является спин-оффом игры Agony.

## Сюжет
Суккуб Выдия разозлила своего начальника, из-за чего высокопоставленный демон Бафомет избивает её, отрывает крылья и прибивает к кресту. После этого Выдия начинает мстить.

## Игровой процесс
Игрока переносят на локацию из небольших арен. После убийства противников в одном месте, персонажа переносят в другое. Периодически необходимо выполнять особые действия: защищать статую суккуба от проклятых или уничтожать гнезда гарпий взрывающимися яйцами. В игре присутствует ранговый режим с таблицей лидеров. Игровой процесс не отличается от обычного, но противников становится больше. На уровнях присутствуют бонусные задания, они варьируются от убийства врагов определённым оружием до нанесение им увечий определённым способом, например, насадить жертву на шипы. Между миссиями Выдия телепортируется в своё логово. Там можно обменять собранные души людей и демонов на новую броню и оружие, воспроизвести эротические сцены, которые открываются при нахождении секретов, или настроить внешность своего персонажа.

## Разработка
Игра была анонсирована 21 декабря 2018 года. 25 июля 2020 года разработчики выпустили демо-версию игры под названием Prologue, состоящий из 2-ух уровней. 27 апреля 2021 года разработчики назначили дату выхода игры на 21 июля того же года, демо-версия также получила обновление. 1 июля было объявлено что релиз проекта передвинут на 8 сентября. 16 августа релиз был сдвинут на 5 октября. Игра была выпущена 5 октября 2021 года на Windows. 13 октября разработчики объявил что выход игры на консоли будет в 2022 году, за портирование игры на Xbox One, Xbox Series X/S, PlayStation 4, PlayStation 5 и Nintendo Switch будет отвечать Console Labs S.A..

## Отзывы критиков
| Сводный рейтинг       | Сводный рейтинг |
| Агрегатор             | Оценка          |
| --------------------- | --------------- |
| OpenCritic            | 61/100          |
| «Критиканство»        | 54/100          |
| Русскоязычные издания |                 |
| Издание               | Оценка          |
| Stopgame.ru           | «Проходняк»     |

Игра получила смешанные отзывы.